# Nyakaledonienpurpurhöna
Nyakaledonienpurpurhöna (Porphyrio kukwiedei) är en utdöd fågel i familjen rallar inom ordningen tran- och rallfåglar.

## Tidigare förekomst
Fågeln är endast känd från subfossila lämningar gjorda på ön Nya Kaledonien. Typexemplaret hittades i Pindaigrottan på huvudöns västkust. I anteckningar som Verreaux och des Murs skrev 1860 berättas om förekomsten av kalkonstora fåglar i våtmarker på ön. Arten ha därför ha överlevt in på 1800-talet. Jakt och införseln av invasiva arter tros ha lett till dess utdöende.

Nya Kaledoniens läge i regionen.

## Kännetecken
Nyakaledonienpurpurhönan var en mycket stor, flygoförmögen purpurhöna, med kroppslängden 63 cm nästan lika stor som den nu levande sydötakahen (P. hochstetteri) på nyzeeländska Sydön. I formen liknade den dock mer typiska purpurhöns, med längre och smalare tarser än hos sydötakahen liksom inte lika hög näbb. Skillnaderna mellan könen var stora, där hanen var mycket större än honan.

## Namn
Fågelns vetenskapliga artnamn kommer av ’’Kukwiede’’, namnet på en gudom kopplat till en legend som ledde till fynden av benlämningar vid Kanumera på Île des Pins utanför Nya Kaledonien. Det lokala fågelnamnet n'dino tros syfta på denna fågelart.